# Barghat
Barghat là một thị xã và là một nagar panchayat của quận Seoni thuộc bang Madhya Pradesh, Ấn Độ.

## Địa lý
Barghat có vị trí 22°02′B 79°43′Đ / 22,03°B 79,72°Đ Nó có độ cao trung bình là 537 mét (1761 foot).

## Nhân khẩu
Theo điều tra dân số năm 2001 của Ấn Độ, Barghat có dân số 10.425 người. Phái nam chiếm 51% tổng số dân và phái nữ chiếm 49%. Barghat có tỷ lệ 73% biết đọc biết viết, cao hơn tỷ lệ trung bình toàn quốc là 59,5%: tỷ lệ cho phái nam là 79%, và tỷ lệ cho phái nữ là 66%. Tại Barghat, 13% dân số nhỏ hơn 6 tuổi.